# Crkva sv. velikomučenika Georgija u Tuzli
Crkve svetog velikomučenika Georgija (Hram svetog Velikomučenika Georgija), pravoslavna crkva u Tuzli. 
Nalazi se na brdu Trnovcu sjeverno od središta Tuzle, a u nastavku je brdo Gradina.
Podignuta je na tadašnjem novom srpskom pravoslavnom groblju na koji su se pokapali Srbi iz Srpske Varoši, na zemljištu koje je za groblje Srbima 1846. godine ponudio prvi čovjek Tuzle Mahmud-paša Tuzlić.
Crkva je podignuta na tada pravoslavnom groblju na Trnovcu, koje je 1846. Mahmud-paša Tuzlić na lokaciji Mioci ponad Trnovca ponudio Srbima da pokapaju svoje mrtve. Srbi su prihvatili pa više nisu morali ići daleko iz Srpske Varoši do starog groblja na brdu Popincu, nego do Trnovca. Nakon sloma ustanka bosanskih begova 1850., novi moćnik Omer-paša Latas posmicao je s funkcija stare dužnosnike i postavio nove ljude u upravi i vjerskim ustanovama. Stvorio je novo političko okruženje u kojem su mnogi katolici i pravoslavci dobili pravo kupiti zemljište, graditi kuće i baviti se obrtom i trgovinom. Mnogi su se tako obogatili, među kojima se ističe pravoslavna obitelj Jovanovića, koja je dala dobrotvora koji je financirao gradnju crkve. Iz Jeginova Luga (iz Sprečanske doline) doselio se u Tuzlu Jovo Jovanović (Jovanovići početkom 19. st. ). U Tuzli mu se rodio sin Risto (1807. – 1882.), koji je postao poznati trgovac i dobrotvor. Obitelj se obogatila trgovinom. Ristini sinovi Jovo, Pero i Lazo bili su veliki dobrotvori. Po Tuzli su osnovali brojne ustanove. Još prije Prvog svjetskog rata u njihovom vlasništvu imali su jedno od triju gradskih kina. 1883. godine Risto J. Jovanović osnovao je pjevačko društvo Njegoš" i inicirao osnivanje prvog dobrovoljnog vatrogasnog društva u svom gradu. Ristina mati Mara Njegošu je darovala petinu svoje imovine, nekoliko kuća u čaršiji, u Džamijskoj i Čaršijskoj ulici, u kojoj su 1930-ih bile trgovačke radnje. Zbog toga su Jovanovići bili u Tuzli na ugledu i poštovani. Temelji su postavljeni 2. kolovoza 1899. godine, na praznik svetog Ilije Proroka. Gradnja je dovršena 14. listopada 1900. godine, na praznik Pokrova Presvete Bogorodice. Bogorodičin Pokrov je crkvena slava.
Početak gradnje pravoslavne crkve na groblju bio je 1899., a dovršena je i posvećena 1900. godine. 
Temelje je posvetio mitropolit zvorničko-tuzlanski Georgije Živković, koji je i posvetio crkvu 14. listopada 1900.  godine. Crkva i danas dominira Trnovcem. Crkva-kapela posvećena je sv. velikomučeniku Georgiju. U njoj je obiteljska grobnica. Crkvu su dali podići braća Jovo, Pero i Lazo u spomen svom ocu Risti Jovanoviću.
U krugu crkve je grob dobrotvora crkve, poznatog trgovca Riste Jovanovića umrlog 26. ožujka 1882. po julijanskom kalendaru, kojeg su podigli sinovi Jovo, Pero i Lazo. U crkvi i oko crkve pokopani su svi potomci ovih Jovanovića. Hram i cijelo groblje su ostavili gradu Tuzli. Obitelj je izumrla. Svi su pokopani u kripti ove crkve, koja je zapravo obiteljski mauzolej. Premda je obiteljska grobnica-mauzolej, koristi ju se i za javna bogoslužja. Danas postoji i dio za ateiste gdje je pokopano mnogo uglednih Tuzlaka. Na groblju su pokopani pored ostalih prvi bh. akademski slikar Đorđe Mihajlović, bh. slikar Ismet Mujezinović i dr. Groblje Trnovac je poslije postalo multikonfesionalno, te se pokopava i pripadnike drugih konfesija, što je rijetkost u Bosni i Hercegovini.
U ratu u BiH pogođena je granatom 1992. godine pri čemu je oštećen krov. Ubrzo je saniran.
8. srpnja 2009. godine graditeljska cjelina crkve s grobljem proglašena je za nacionalni spomenik BiH. Povodom 115. godine posvećenja izvršena je generalna obnova. Izvršeni su sanacijski i hidroizolacijski radovi da bi se spriječio daljnji prodor vlage, uređeni su enterijer i eksterijer, crkvena porta, prilaz, postavljena je nova fasada, rasvjeta, videonadzor i pločnici. Vlada je najavila asfaltiranje prilaznog puta te u završnom dijelu ostaju samo umjetnički radovi na restauraciji fresaka oštećenih vlagom.

## Osobine
Neobična je likovnog rješenja. Važan i maštovit primjer građevine u duhu historicističke arhitekture koji ilustrira stapanje različitih srednjovjekovnih regionalnih stilova. Asocijacije su na graditeljske odlike srpske srednjovjekovne sakralne arhitekture. Utjecaj moravske škole očituje se iz dispozicijskog rješenja crkve i njena likovnog rješenja te obrade detalja.
Osnova je trikonhalna sa sažetim upisanim križem. Prema konceptu prostorne organizacije, pripada tipu vrsti jednobrodne crkve s pripratom, naosom, oltarskim prostorom i horskom galerijom. Duža osovina crkve pruža se pravcem istok (apsida) – zapad (ulaz). Gabaritne vanjske mjere crkve su 9,46 (širina) x 11,61 metara (dužina). Debljina zidova je oko 65 cm. Ožbukani su izvana i iznutra. Kripta za pokop ktitora crkve, obitelji Jovanović, izgrađena je ispod trolisnog dijela crkve. To je prostor ispod sjeverne i južne konhe, apsidalne konhe i naosa.
Crkva ima jedan brod. Građena je od sitne cigle. Dimenzije su 14 s 10 metara. Krovni pokrov je od bakra. Ima središnju kupolu, dva zvonika s jednim zvonom. Godine 1979. izrađen je ikonostas u duborezačkoj radnji Milošević iz Preljine kod Čačka. Godine 1981. crkvu je oslikao akademski slikar Dragan Bjelogrlić iz Novog Sada, a na jeromonah Pavle Kalan iz manastira Gradište u Crnoj Gori oslikao je ikone na ikonostasu. Živopis u crkvi sastoji se od 29 slika.